# Liste des anciennes communes du Var
Cette page a pour objectif de retracer toutes les modifications communales dans le département du Var  : les anciennes communes qui ont existé depuis la Révolution française, ainsi que les créations, les modifications officielles de nom, ainsi que les échanges de territoires entre communes.
Le département, devenu très peuplé, s'illustre par un petit nombre de communes, comme dans toute la Provence. L'accroissement de la population a eu pour conséquence l'émergence de nouvelles communes, au point que, finalement, le département compte plus de communes aujourd'hui, qu'il n'en comptait en 1800, à rebours du mouvement national, donc. Une petite vague de fusions a eu lieu très tôt en zone montagne (années 1839-1840), suivie d'une vague plus marquée de créations en zone littorale qui s'est prolongée jusqu'à récemment (milieu du XXe siècle).
Leur nombre est passé de 148 en 1800 (dans le format actuel du département) à 153 communes (au 1er janvier 2025).
Autre conséquence du petit nombre de communes, on n'a assisté qu'à une seule fusion au cours du XXe siècle.
À noter que le département initial était plus étendu, ayant été amputé en 1860 de l'arrondissement de Grasse, pour former avec le Comté de Nice nouvellement français le nouveau département des Alpes-Maritimes. Cet arrondissement de Grasse comprenait une soixantaine de communes et le département du Var de 1800 comprenait alors 210 communes (et 202 en 1860).

## Changement des limites du département
L'arrondissement de Grasse est détaché du département du Var, en 1860. Il est regroupé au Comté de Nice, nouvellement français pour former le nouveau département des Alpes-Maritimes.
| Arrondissement (limites de 1860)       | Canton concerné (limites de 1860)    | Communes concernées (limites de 1860)                                                                                               | Date (et nature) de la décision                        | Département de rattachement |
| -------------------------------------- | ------------------------------------ | --- | ------------------------------------------------------ | --------------------------- |
| Arrondissement de GRASSE (59 communes) | Canton d'Antibes (3 communes)        | Antibes, Biot et Vallauris | Loi du 23 juin 1860 Décret impérial du 24 octobre 1860 | ALPES-MARITIMES             |
| Arrondissement de GRASSE (59 communes) | Canton du Bar (10 communes)          | Le Bar, Caussols, Châteauneuf-Grasse, Courmes, Gourdon, Opio, Roquefort-les-Pins, Le Rouret, Tourrettes-de-Vence et Valbonne        | Loi du 23 juin 1860 Décret impérial du 24 octobre 1860 | ALPES-MARITIMES             |
| Arrondissement de GRASSE (59 communes) | Canton de Cannes (5 communes)        | Cannes, Le Cannet, Mouans-Sartoux, Mougins et La Roquette                                                                           | Loi du 23 juin 1860 Décret impérial du 24 octobre 1860 | ALPES-MARITIMES             |
| Arrondissement de GRASSE (59 communes) | Canton de Coursegoules (8 communes)  | Bézaudun, Bouyon, Cipières, Conségudes, Coursegoules, Les Ferres, Gréolières, et Roquestéron-Grasse                                 | Loi du 23 juin 1860 Décret impérial du 24 octobre 1860 | ALPES-MARITIMES             |
| Arrondissement de GRASSE (59 communes) | Canton de Grasse (4 communes)        | Auribeau, Grasse, Mandelieu et Pégomas                                                                                              | Loi du 23 juin 1860 Décret impérial du 24 octobre 1860 | ALPES-MARITIMES             |
| Arrondissement de GRASSE (59 communes) | Canton de Saint-Auban (13 communes)  | Aiglun, Amirat, Andon, Briançonnet, Caille, Collongues, Gars, Le Mas, Les Mujouls, Saint-Auban, Sallagriffon, Séranon et Valderoure | Loi du 23 juin 1860 Décret impérial du 24 octobre 1860 | ALPES-MARITIMES             |
| Arrondissement de GRASSE (59 communes) | Canton de Saint-Vallier (5 communes) | Cabris, Escragnolles, Saint-Cézaire, Saint-Vallier et Le Tignet                                                                     | Loi du 23 juin 1860 Décret impérial du 24 octobre 1860 | ALPES-MARITIMES             |
| Arrondissement de GRASSE (59 communes) | Canton de Vence (11 communes)        | Le Broc, Cagnes, Carros, La Colle, Gattières, La Gaude, Saint-Jeannet, Saint-Laurent, Saint-Paul-du-Var, Vence et Villeneuve-Loubet | Loi du 23 juin 1860 Décret impérial du 24 octobre 1860 | ALPES-MARITIMES             |

## Fusions
| Nom de la nouvelle commune | Communes réunies | Régime | Date (et nature) de la décision | Date d'effet                    |
| -------------------------- | ---------------- | ------ | ------------------------------- | ------------------------------- |
| Seillans                   | Seillans         | fusion | 4 août 1970 (Décret)            | 10 août 1970                    |
| Seillans                   | Brovès           | fusion | 4 août 1970 (Décret)            | 10 août 1970                    |
| Bargemon                   | Bargemon         | fusion | 13 février 1844 (Ordonnance) ,  | 13 février 1844 (Ordonnance) ,  |
| Bargemon                   | Favas            | fusion | 13 février 1844 (Ordonnance) ,  | 13 février 1844 (Ordonnance) ,  |
| Varages                    | Varages          | fusion | 7 septembre 1840 (Ordonnance) , | 7 septembre 1840 (Ordonnance) , |
| Varages                    | Bezaudun         | fusion | 7 septembre 1840 (Ordonnance) , | 7 septembre 1840 (Ordonnance) , |
| Barjols                    | Barjols          | fusion | 24 juin 1840 (Ordonnance),      | 24 juin 1840 (Ordonnance),      |
| Barjols                    | La Bastidonne    | fusion | 24 juin 1840 (Ordonnance),      | 24 juin 1840 (Ordonnance),      |
| Brue-Auriac                | Brue             | fusion | 24 juin 1840 (Ordonnance),      | 24 juin 1840 (Ordonnance),      |
| Brue-Auriac                | Auriac           | fusion | 24 juin 1840 (Ordonnance),      | 24 juin 1840 (Ordonnance),      |
| Montmeyan                  | Montmeyan        | fusion | 24 juin 1840 (Ordonnance),      | 24 juin 1840 (Ordonnance),      |
| Montmeyan                  | La Roquette      | fusion | 24 juin 1840 (Ordonnance),      | 24 juin 1840 (Ordonnance),      |
| Régusse                    | Régusse          | fusion | 24 juin 1840 (Ordonnance),      | 24 juin 1840 (Ordonnance),      |
| Régusse                    | Villeneuve       | fusion | 24 juin 1840 (Ordonnance),      | 24 juin 1840 (Ordonnance),      |
| Mazaugues                  | Mazaugues        | fusion | 25 juillet 1839 (Loi),          | 25 juillet 1839 (Loi),          |
| Mazaugues                  | Meinarguete      | fusion | 25 juillet 1839 (Loi),          | 25 juillet 1839 (Loi),          |
| Flassans                   | Flassans         | fusion | 24 juillet 1839 (Loi) ,         | 24 juillet 1839 (Loi) ,         |
| Flassans                   | Campdumy         | fusion | 24 juillet 1839 (Loi) ,         | 24 juillet 1839 (Loi) ,         |
| Aups                       | Aups             | fusion | 1804                            | 1804                            |
| Aups                       | Fabrègues        | fusion | 1804                            | 1804                            |

## Créations et rétablissements
| Nom de la commune créée  | Commune affectée | Mode de création | Date (et nature) de la décision | Date d'effet               |
| ------------------------ | ---------------- | ---------------- | ------------------------------- | -------------------------- |
| Saint-Antonin-du-Var     | Entrecasteaux    | Démembrement     | 6 juillet 1954 (Arrêté)         | 30 août 1954               |
| Saint-Mandrier           | La Seyne-sur-Mer | Démembrement     | 11 avril 1950 (Décret)          | 24 avril 1950              |
| Rayol-Canadel-sur-Mer    | La Mole          | Démembrement     | 29 juin 1949 (Arrêté)           | 25 juillet 1949            |
| La Croix                 | Gassin           | Démembrement     | 6 avril 1934 (Loi)              | 6 avril 1934 (Loi)         |
| Cavalaire                | Gassin           | Démembrement     | 5 août 1929 (Loi)               | 5 août 1929 (Loi)          |
| Le Lavandou              | Bormes           | Démembrement     | 25 mai 1913 (Loi)               | 25 mai 1913 (Loi)          |
| La Londe-les-Maures      | Hyères           | Démembrement     | 11 janvier 1901 (Loi)           | 11 janvier 1901 (Loi)      |
| Carqueiranne             | Hyères           | Démembrement     | 26 décembre 1894 (Loi)          | 26 décembre 1894 (Loi)     |
| Le Pradet                | La Garde         | Démembrement     | 18 juin 1894 (Loi)              | 18 juin 1894 (Loi)         |
| Les Adrets-de-Montauroux | Montauroux       | Démembrement     | 17 avril 1867 (Loi)             | 17 avril 1867 (Loi)        |
| Les Mayons-du-Luc        | Le Luc           | Démembrement     | 7 novembre 1863 (Décret)        | 7 novembre 1863 (Décret)   |
| La Crau                  | Hyères           | Démembrement     | 4 juin 1853 (Loi)               | 4 juin 1853 (Loi)          |
| Tanneron                 | Callian          | Démembrement     | 26 avril 1835 (Ordonnance)      | 26 avril 1835 (Ordonnance) |
| Saint-Cyr                | La Cadière       | Démembrement     | 6 juillet 1825 (Loi)            | 6 juillet 1825 (Loi)       |
| Saint-Paul               | Fayence          | Démembrement     | 20 août 1823 (Ordonnance)       | 20 août 1823 (Ordonnance)  |

## Modifications de nom officiel
| Ancien nom               | Nouveau nom                   | Date (et nature) de la décision |
| ------------------------ | ----------------------------- | ------------------------------- |
| La Molle                 | La Môle                       | 13 décembre 1862 (Décret)       |
| Puget-après-Cuers        | Puget-Ville                   | 21 décembre 1867 (Décret)       |
| Solliès-Farlède          | La Farlède                    | 20 novembre 1877 (Décret)       |
| Puget                    | Puget-sur-Argens              | 18 novembre 1886 (Décret)       |
| La Seyne                 | La Seyne-sur-Mer              | 13 février 1889 (Décret)        |
| Saint-Nazaire            | Sanary                        | 12 novembre 1890 (Décret)       |
| Les Adrets-de-Montauroux | Les Adrets-de-Fréjus          | 28 novembre 1891 (Décret)       |
| La Valette               | La Valette-du-Var             | 30 novembre 1891 (Décret)       |
| Les Mayons-du-Luc        | Les Mayons                    | 2 mai 1897 (Décret)             |
| Montfort                 | Montfort-sur-Argens           | 28 mai 1904 (Décret)            |
| Saint-Cyr                | Saint-Cyr-sur-Mer             | 21 décembre 1907 (Décret)       |
| Trans                    | Trans-en-Provence             | 3 avril 1920 (Décret)           |
| Sillans                  | Sillans-la-Cascade            | 3 avril 1920 (Décret)           |
| Saint-Paul               | Saint-Paul-en-Forêt           | 3 avril 1920 (Décret)           |
| Saint-Maximin            | Saint-Maximin-la-Sainte-Baume | 3 avril 1920 (Décret)           |
| Le Revest                | Le Revest-les-Eaux            | 3 avril 1920 (Décret)           |
| Nans                     | Nans-les-Pins                 | 3 avril 1920 (Décret)           |
| Comps                    | Comps-sur-Artuby              | 3 avril 1920 (Décret)           |
| La Cadière               | La Cadière-d'Azur             | 3 avril 1920 (Décret)           |
| Roquebrune               | Roquebrune-sur-Argens         | 7 février 1921 (Décret)         |
| Seillons                 | Seillons-Source-d'Argens      | 22 février 1921 (Décret)        |
| Six-Fours                | Six-Fours-la-Plage            | 16 janvier 1923 (Décret)        |
| Sanary                   | Sanary-sur-Mer                | 27 juillet 1924 (Décret)        |
| Flassans                 | Flassans-sur-Issole           | 27 juillet 1924 (Décret)        |
| Le Cannet-du-Luc         | Le Cannet-des-Maures          | 6 août 1927 (Décret)            |
| Bagnols                  | Bagnols-en-Forêt              | 5 août 1929 (Décret)            |
| Cavalaire                | Cavalaire-sur-Mer             | 16 mai 1930 (Décret)            |
| Les Salles               | Les Salles-sur-Verdon         | 2 mars 1935 (Décret)            |
| Sainte-Anastasie         | Sainte-Anastasie-sur-Issole   | 2 mars 1935 (Décret)            |
| Pierrefeu                | Pierrefeu-du-Var              | 2 mars 1935 (Décret)            |
| Moissac                  | Moissac-Bellevue              | 2 mars 1935 (Décret)            |
| Méounes                  | Méounes-lès-Montrieux         | 3 décembre 1936 (Décret)        |
| Camps                    | Camps-la-Source               | 13 décembre 1936 (Décret)       |
| La Croix                 | Croix-Valmer                  | 11 avril 1937 (Décret)          |
| Artignosc                | Artignosc-sur-Verdon          | 11 mai 1937 (Décret)            |
| Vins                     | Vins-sur-Caramy               | 23 novembre 1937 (Décret)       |
| Vinon                    | Vinon-sur-Verdon              | 23 août 1947 (Décret) ,         |
| Saint-Mandrier           | Saint-Mandrier-sur-Mer        | 16 avril 1951 (Décret)          |
| Croix-Valmer             | La Croix-Valmer               | 27 mars 1961 (Décret)           |
| Besse                    | Besse-sur-Issole              | 27 mars 1961 (Décret)           |
| Les Adrets-de-Fréjus     | Les Adrets-de-l'Estérel       | 2 mars 1962 (Décret) ,          |
| Bormes                   | Bormes-les-Mimosas            | 9 février 1968 (Décret)         |
| Baudinard                | Baudinard-sur-Verdon          | 9 mars 1973 (Décret)            |
| Six-Fours-la-Plage       | Six-Fours-les-Plages          | 26 décembre 1974 (Décret)       |
| Plan-d'Aups              | Plan-d'Aups-Sainte-Baume      | 26 mars 1993 (Décret)           |
| Plan-de-la-Tour          | Le Plan-de-la-Tour            | 3 octobre 2008 (Décret)         |
| Saint-Martin             | Saint-Martin-de-Pallières     | 1er août 2012 (Décret)          |

## Modifications de limites communales
Le plus souvent, les modifications des limites communales décidées par arrêtés préfectoraux ne sont pas répertoriées dans le Journal officiel ni dans le Bulletin officiel.
| La commune de...        | ... cède du territoire à la commune de... | précisions                                                               | Date (et nature) de la décision |
| ----------------------- | ----------------------------------------- | ------------------------------------------------------------------------ | ------------------------------- |
| Cogolin                 | Gassin                                    | Superficie de 15 ca                                                      | 14 décembre 1988 (Décret)       |
| Gassin                  | Cogolin                                   | Superficie de 27 ca limite portée à l’axe du ruisseau du Bourrian        | 14 décembre 1988 (Décret)       |
| Les Adrets-de-l'Estérel | Montauroux                                | Superficie de 132 ha 32 a 86 ca                                          | 15 décembre 1983 (Décret)       |
| Ollioules               | Toulon                                    | 11 habitants                                                             | 14 octobre 1966 (Décret)        |
| Toulon La Valette       | La Valette Toulon                         |                                                                          | 3 juillet 1867 (Loi)            |
| Sainte-Maxime           | Plan-Latour                               | Hameaux du Plan-des-Prés, Pratbourdin, Gambade, les Pignols, et Bagarris | 4 juin 1845 (Loi)               |
| Fréjus                  | Mandelieu (auj. Alpes-Maritimes)          | Hameau de la Napoule                                                     | 9 juillet 1836 (Loi)            |